# Helina atlantica
Helina atlantica är en tvåvingeart som först beskrevs av Tiensuu 1939.  Helina atlantica ingår i släktet Helina och familjen husflugor.
Artens utbredningsområde är Madeira. Inga underarter finns listade i Catalogue of Life.